# 胡钦太
胡钦太（1964年9月—），男，汉族，广东惠来人，中国教育学家，第十届国家督学，中国共产党广东省第十三届委员会委员，广东工业大学黨委書記，教育部基础教育信息化教学指导专委会主任委员，曾任华南师范大学党委常委、副校长。